# ستيفن سيموندس فوستر
ستيفن سيموندس فوستر (17 نوفمبر 1809-13 سبتمبر 1881) أمريكي راديكالي مناهض للعبودية معروف بأسلوبه الدرامي والعنيف في الخطابة، ولموقفه ضد أولئك الموجودين في الكنيسة الذين فشلوا في محاربة العبودية. أدى زواجه من آبي كيلي بزيادة نشاطه الكبير للتأثير على حقوق المرأة. تحدث عن الاعتدال، وأثار السخط ضد أي حكومة، بما في ذلك حكومته، من شأنها أن تتغاضى عن العبودية.
ساعد فوستر في تأسيس جمعية مناهضة الرق في نيو هامبشاير، وكان ينتمي إلى مجموعة الراديكاليين في نيو هامبشاير داخل الجمعية الأمريكية لمكافحة الرق. كتب فوستر مقالات مناهضة للعبودية ونشر في عام 1843 كتابًا نوقش على نطاق واسع قوبل بالاحتجاج والاستجابة النقدية: أخوية اللصوص؛ أو صورة حقيقية للكنيسة الأمريكية ورجال الدين: رسالة إلى ناثانيال بارني، من نانتوكيت. في مزرعة ليبرتي حيث عاشوا، شكل فوستر وزوجته رابطًا على السكك الحديدية تحت الأرض، وساعدوا العبيد الهاربين في الوصول إلى كندا والحرية.

## النشأة
وُلِد فوستر في كانتربري، نيو هامبشاير، في 17 نوفمبر 1809. أنجب والديه سارة وآسا فوستر اثني عشر طفلًا، وكان ستيفن هو التاسع. ارتادت الأسرة الكنيسة التجمعية المحلية، وشاركت في جمعية كانتربري المناهضة للعبودية.
تدرب فوستر لدى نجار لكنه ترك في سن الثانية والعشرين للدراسة ليصبح مبشرًا. ارتاد كلية دارتموث حيث تخرج شقيقه آسا ودرس الكلاسيكيات، بما في ذلك اليونانية واللاتينية. اعتنق فوستر عقيدة إلغاء الرق في هذا الوقت، وفي عامه الثالث دعا أنجلينا جريمكي للتحدث إلى جمعية الشبان المناهضين للعبودية. خلال سنته الأخيرة، قُبض على فوستر ووُضع في السجن لعدم دفعه ديونًا بقيمة 12.14 دولارًا لصانع ساعات محلي؛ صُدم فوستر عندما اكتشف أن المدينين يُحبسون مع المجرمين العنيفين واللصوص، في زنازين مشتركة تعج بالفئران والقمل والبراغيث. كتب فوستر من السجن خطاب احتجاج نُشر في صحيفة محلية. دفع أصدقاؤه الكفالة بعد أسبوعين، لكن رسالة فوستر أثارت سخط المواطنين الذين نظفوا فيما بعد السجن ثم أصدروا قانونًا يحظر السجن بسبب الديون. ضاعف فوستر جهوده في المدرسة، وخاصة دوراته في الخطابة والبلاغة، وتخرج عام 1838 في المرتبة الثالثة على فصله.
التحق فوستر لاحقًا بمدرسة الاتحاد اللاهوتية في مدينة نيويورك. هناك، منعته هيئة التدريس من استضافة اجتماع مناهض للعبودية كان قد حدده. عُرض عليه منحة دراسية إذا توقف عن الحديث عن إلغاء العبودية، لكن فوستر رفض ذلك، قائلًا إنه «لا يمكن شراؤه ليحافظ على سلامته». في ربيع عام 1839، غادر نيويورك لتولي منصب محاضر متنقل لجمعية نيو هامبشاير لمكافحة الرق.